# Catootje Tromp
Catootje Tromp is een van de vaste hoofdfiguren uit de gagstrip Jan, Jans en de kinderen, oorspronkelijk van tekenaar Jan Kruis. Ze is gebaseerd op een echt bestaande persoon: Andrea Kruis, de jongste dochter van de tekenaar. 

## Kenmerken
Catootje is eerst het jongste en later het middelste kind van Jan en Jans Tromp. Ze is ongeveer acht jaar oud. Ze heeft een grote zus (Karlijn), en een klein broertje (Gertje) dat in 1993 zijn opwachting in de strip maakte. 
Catootje heeft de opvallende mopsneus van haar vader. Verder draagt ze een bril en heeft ze twee geknoopte staartjes in het haar. Ze is meestal gekleed in een typische naveltrui zoals die begin jaren 70 in de mode was.

## Verhaallijnen
Catootje zit op de lagere school, waar ze het meestal niet naar haar zin heeft. Ze heeft het behoudende en bijdehante karakter van haar vader geërfd; zo moet ze bijvoorbeeld niks hebben van haar moeders experimenten met macrobiotische gerechten. Catootje klaagt van de gezinsleden aan tafel het vaakst over het eten. Ze weet de sfeer aan tafel ook op andere manieren te bederven. Met haar zus Karlijn deelt ze met name in de beginjaren van de strip een grote dierenliefde. In album 5 wordt Catootje door Karlijn overgehaald om ook vegetariër te worden. Ze houdt dit echter niet lang vol.
In de eerste paar jaar van de strip trekken Catootje en Karlijn nog veel samen op, later leiden ze steeds meer elk hun eigen leven. Catootje heeft met name een warme band met haar grootvader. Haar beste vriendje is de aanvankelijk vooral rijmelende Jeroen, die ze in een eenpaginastrip uit 1972 (verschenen in album 2) aan haar ouders voorstelt als haar toekomstige verloofde. Lange tijd lijkt alles goed te gaan tussen hen, totdat het macho jongetje Harold in album 12 (1982) zijn entree maakt. Harold weet Catootje heel even in te palmen, maar al na een paar stripjes is ze  op hem uitgekeken en keert ze terug naar Jeroen. 
In album 7 verhuist de familie van Rotterdam naar Drenthe. In hetzelfde album krijgt Catootje een pony, Kobus. Catootjes debuut met Kobus op het parcours wordt echter een grootscheepse afgang.

### Flash-forward
Album 9 wordt afgesloten met een toekomstbeeld van de familie Tromp in 2000, als alle gezinsleden twintig à dertig jaar ouder zijn. Karlijn is nu getrouwd met William, een Antilliaan, en ze hebben een zoontje genaamd Harold. Catootje en Jeroen wonen samen en hebben een tweeling, Basje en Betsie, die nog ondeugender versies van henzelf zijn. Allebei hebben ze voor onderwijzer gestudeerd en ze wonen op de boerderij die de werkloze Jeroen aan het opknappen is.

## Na de overname door Studio Jan Kruis
Met de overname van de strip door Studio Kruis in 1999 veranderden de meeste personages. Catootje werd wat jonger en in sommige strips nog kieskeuriger dan ze al was; zo heeft ze liever frietjes dan een picknick met (hartig) belegde broodjes. Als er een nieuwe bril moet worden uitgezocht kiest ze niet voor het model van zangeres Anastacia (zoals Karlijn voorstelde), maar voor haar oude vertrouwde montuur.

## Trivia
- In album 12 heeft Han Peekel, de latere presentator van het stripprogramma Wordt Vervolgd, een bijrol als collega van Jan Tromp. Peekels oudste dochter heet Cato-Margo.